# Antonio Sevil de Santelices
Antonio Sevil de Santelices (Bárcena de Cicero, Cantabria, 1615 - Madrid, 1684) fue un jurista español del siglo XVII.

## Biografía
Antonio Sevil nació en 1615 en el municipio cántabro de Bárcena de Cicero. Estudió en el Colegio Mayor de San Bartolomé de Salamanca, doctorándose en jurisprudencia; posteriormente obtuvo el cargo de oidor en el Real Consejo de Indias, en esa época fue nombrado caballero de la Orden de Santiago.
En 1673 fue elegido miembro del Consejo de Castilla, cargo que desempeñó hasta su fallecimiento en 1684, coincidiendo con el reinado de Carlos II.
Sevil de Santelices fue el fundador de la capilla de la iglesia de Santa María de Bárcena de Cicero.